# المجلس الأعلى للشباب (الجزائر)
المجلس الأعلى للشباب بالجزائر (بالإنجليزية: Higher Council For Youth - Algeria)‏ هو هيئة استشاريّة لدى رئيس الجمهورية الجزائرية، تتمتّع بالشخصية المعنوية والاستقلال المالي. يقدم المجلس آراء وتوصيات واقتراحات حول المسائل المتعلّقة بحاجات الشباب وازدهاره في المجالات الاقتصادية والاجتماعية والثقافية والرياضية.
تم تأسيس المجلس الأعلى للشباب بموجب المرسوم الرئاسي رقم 21- 416 بتاريخ 27 أكتوبر 2021، الذي يحدد مهام وتركيبة المجلس الأعلى للشباب، حيث يُعتبر المجلس هيئة استشارية تابعة لرئاسة الجمهورية، وتتمتع بالاستقلالية المالية والشخصية المعنوية.

## المهام
- تقديم آراء وتوصيات واقتراحات حول احتياجات الشباب وتعزيز ازدهارهم في مجالات الاقتصاد والاجتماع والثقافة والرياضة.
- المساهمة في تعزيز القيم الوطنية والوعي الوطني والمسؤولية المدنية والتضامن الاجتماعي بين الشباب.
- المشاركة في وضع المخطط الوطني للشباب وتطوير السياسات والاستراتيجيات والبرامج والأجهزة العامة المتعلقة بهم.
- تعزيز روح المواطنة والتطوع والالتزام بالمجتمع، بالإضافة إلى تشجيع مشاركتهم في الحياة العامة والسياسية وإشراكهم في التنمية الشاملة.
- يتخذ المجلس الأعلى للشباب الدور المنوط به هذه الهيئة امتدادات أخرى، من خلال المشاركة في الوقاية من جميع أشكال التمييز وخطابات الكراهية والتطرف والآفات الاجتماعية بين الشباب ومكافحتها.
- المساهمة في تطوير وتحسين جودة التربية والتعليم والتكوين لصالح الشباب.
- تشجيع مشاركة الشباب في الإشعاع الثقافي للبلاد وتقديم آرائهم حول مشاريع النصوص التشريعية والتنظيمية المتعلقة بهم.[5][6][7]

## صلاحيات ودور المجلس
- نشر المجلات والمنشورات في المواضيع ذات الصلة بمهامه؛
- توقيع اتفاقيات ومذكرات تفاهم للتعاون مع مختلف الهيئات الوطنية والدولية في المواضيع ذات الصلة بمهامه واختصاصاته، وفقًا للأحكام التشريعية والتنظيمية السارية.
- إعادة تنشيط العلاقات مع مؤسسات التعليم العالي والمجالس المنتخبة لتعزيز الحوار والتشاور، بهدف دراسة المواضيع ذات الصلة بمهامه واقتراح الحلول للمشكلات المطروحة.

## وصلات خارجية
- الموقع الرسمي للمجلس.